# 優刺鱷屬
優刺鱷屬（學名：Euscolosuchus）是伪鳄类的一屬，是鱷形超目的近親，化石發現於美國維吉尼亞州，屬於Turkey Branch組的Tomahawk Creek段。根據孢粉的年代測定，優刺鱷的生存年代為三疊紀晚期的卡尼階早期。Turkey Branch組屬於一個更大的地層單位：紐華克超群（Newark Supergroup）。在紐華克超群中，Turkey Branch組相當獨特，已發現大量的四足類脊椎動物化石，而且化石類似南半球的動物群，例如犬齒獸類的橫齒獸科（Traversodontidae）。這個地層還發現前稜蜥類、奇尼瓜齒獸科、喙頭蜥目的化石。
優刺鱷的屬名意為「有良好尖刺的鱷魚」，意指從頸部、背部往兩側延伸的明顯尖刺。優刺鱷的頸部、背部有多排骨質鱗甲，以重疊方式排列，加上肩膀處的長刺，使牠們的外形類似堅蜥目的鏈鱷亞科。優刺鱷的神經棘寬廣，協助支撐背部的骨質鱗甲。優刺鱷的化石，目前只有發現脊椎、骨質鱗甲。
優刺鱷似乎是鱷形超目的近親之一，鱷形超目包含現存鱷魚與其史前近親。優刺鱷的近親還包含：股薄鱷、Erpetosuchus，後者被歸類為鱷形超目的姊妹分類單元。近年有研究質疑這個分類法。

## 外部連結
- 優刺鱷 （页面存档备份，存于） Paleobiology Database